# Suguru Awaji
Suguru Awaji (japanska: 淡路卓), född den 26 juli 1989, är en japansk fäktare som tog OS-silver i herrarnas lagtävling i florett i samband med de olympiska fäktningstävlingarna 2012 i London.